# Glen Abbey Golf Club
Glen Abbey Golf Club är en golfklubb i Oakville, Ontario och var den första golfbanan Jack Nicklaus designade själv, år 1976. Det är en av Kanadas mest kända golfklubbar och har varit arrangör åt 25 Canadian Open från och med 1977.  Golfklubben är även hem åt Canadian Golf Hall of Fame & Museum samt Royal Canadian Golf Association.
På det 18e hålet så slog Tiger Woods en järnsexa under den sista rundan av 2000 års upplaga av Canadian Open ur en fairwaybunker från 199 meter till ungefär 5 meter ifrån hål. Woods slag flög över den sjö som vaktar den 18e greenen och kunde avsluta med en birdie för att vinna tävlingen med ett slag före tvåan Grant Waite. Slaget anses vara ett av Woods bästa slag under sin karriär, samt ett av de bästa slag som slagits under 2000-talet.
År 2009 satte Mark Calcavecchia nytt PGA Tour rekord under andra varvet av Canadian Open på Glen Abbey, med 9 raka birdies från hål 12 till 18 samt hål 1 och 2, vilket möjliggjordes då han startade på hål 10. 